# 나쁜 수업
"나쁜 수업"(Bad Class)은 한국에서 제작된 한동호 감독의 2015년 드라마 영화이다. 윤설희 등이 주연으로 출연하였다.

## 출연

### 주연
- 윤설희
- 한빛